# ニューヘイブン郡 (コネチカット州)
ニューヘイブン郡（英: New Haven County）は、アメリカ合衆国コネチカット州の南部中央に位置する郡。人口は85万5733人（2020年）で、州内第3位である。ニューヨーク都市圏に含まれる。
コネチカット州の郡政府は1960年に廃止された。州内の他の7郡と同様に郡政府も郡庁所在地も無い。1960年まではニューヘイブン市が郡庁所在地だった。州内では市や町が、消防と救急、教育、雪かきなど地方政府活動の責任がある。隣接する町が学校や病院など特定の資源を共有する場合もある。ニューヘイブン郡は地図上で町の集まりに過ぎず、特別な行政権限は無い。郡保安官の仕組みも2000年の住民投票で州司法マーシャルに置き換えられた。その結果ニューヘイブン郡の司法体系は、ニューヘイブン、アンソニア・ミルフォード、ウォーターバリーの3つの地区に分割された。

## 歴史
1666年5月10日、ハートフォードのコネチカット植民地議会の法により、4つの郡が作られた。フェアフィールド郡、ハートフォード郡、ニューヘイブン郡、ニューロンドン郡だった
郡となったときのニューヘイブン郡には、ミルフォード、ニューヘイブン、ギルフォードの町があった。1670年、ウォーリングフォードの町がニューヘイブン北の未編入領域に設立され、1671年に正式に郡に付加された。1675年、ダービーの町がミルフォード北に設立された。1686年、ウォーターバリーが設立されたが、ハートフォード郡の一部となり、後の1728年にニューヘイブンに移管された。1722年、コネチカットの北西部大半がニューヘイブン郡の管理下に入った。ただしリッチフィールド町が例外だった。それから8年後の1730年、北西部の東半分がハートフォード郡に移管された。1738年半ばまでに、ニューミルフォード、シャロン、ソールズベリーの各町を例外として、北西部の全体がハートフォード郡の中に入った。1751年、リッチフィールド郡が北西部の町全てを集めて設立された。1780年から1807年、ニューヘイブン郡北郡境に近くに幾つかの町ができ、境界を調整することになった。1807年10月8日に設立したミドルベリーの町によって、最後の郡域調整が行われた。

## 地理
アメリカ合衆国国勢調査局に拠れば、郡域全面積は862.02平方マイル (2,232.6 km2)であり、このうち陸地605.64平方マイル (1,568.6 km2)、水域は256.38平方マイル (664.0 km2)で水域率は29.74%である。

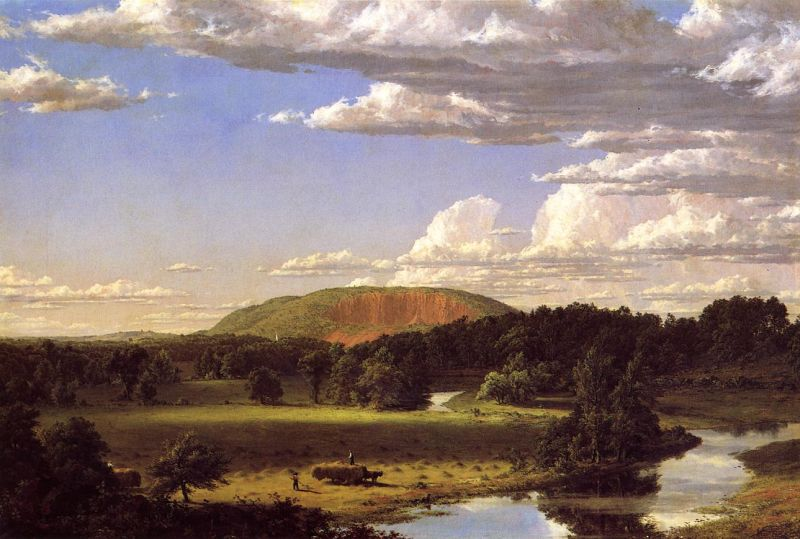
西岩

### 特徴的な地形
地形は海岸部近くのほぼ平坦なところから、低い丘陵まであり、北郡境近くのみで高度を上げている。郡内最高地点は郡北端に近く、ウォルコットの町にある2地点であり、標高は 1,050 フィート (320 m) である。最低地点は海面である。
特徴あるランドマークとして、カーメル山、別名スリーピング・ジャイアント、東岩と西岩がある。

### 隣接する郡
- ハートフォード郡 - 北
- ミドルセックス郡 - 東
- フェアフィールド郡 - 西
- リッチフィールド郡 - 北西

ニューヘイブンの南はロングアイランド湾である。

### 国立保護地域
- スチュワート・B・マッキニー国立野生生物保護区（部分）

## 郡政府と政治
1960年から州内の郡は郡政府を持っていない。ニューヘイブン郡という名前は地理的な区域としてのみ参照される。市民サービスは町が行う。1つの町を越えた問題であるインフラ、土地利用、経済開発などは、各町を調整する地域機関が設立されてきた。ニューヘイブン郡内の地域機関として次のものがある。
- サウスセントラル[4]
- セントラル・ノーガタック・バレー[5]、一部はリッチフィールド郡も入る
- ザ・バレー[6]、一部はフェアフィールド郡も入る

### 司法
郡の領域内にアンソニア・ミルフォード、ウォーターバリー、ニューヘイブンの3つの司法地区がある。各地区それぞれには上級裁判所がある。

### 警察機能
郡域内の警察機能は各町の警察署が担当している。2000年以前は、令状の執行、囚人の移送、裁判所の安全保障、廷吏、郡と州の執行のために郡保安官部が存在していた。これらの機能は現在コネチカット州マーシャル・システムに肩代わりされている。

### 消防
消防機能は各町で担当している。幾つかの町は消防地区を決めてその部分を担当させている。
郡全体では1937年に設立した「ニューヘイブン郡消防緊急対応計画」と呼ぶ消防機関があり、「相互の協力を行い、要請に応じて大災害のときの支援を行い、訓練を施す」こととされている。

### 上水道
上水は、サウスセントラル・コネチカット地域上水局と呼ばれる非営利公共団体が提供している。郡内のほとんどの町に上水を供給しているが、ウォーターバリー市の地域とギルフォードとマディソンの各町が例外である。この様な郡が所有する公共上水供給団体は、州に2つしかない。

### 教育
教育は通常、町政府によって管轄されている。人口の少ない町は複数で地域教育学区を作っている。ベサニー、オレンジ、ウッドブリッジの各町が第5地域に入っている。ミドルベリーとサウスベリーが第15地域、ビーコンフォールズとプロスペクトが第16地域である。

## 大都市圏
アメリカ合衆国行政管理予算局がニューヘイブン郡を、ニューヘイブン・ミルフォード大都市圏に指定している。2012年7月1日時点で、アメリカ合衆国国勢調査局はこの都市圏を人口で国内第62位に挙げている。
行政管理予算局はさらにこの大都市圏をニューヨーク・ニューアーク・ブリッジポート広域都市圏の構成要素に指定した。この広域都市圏はその人口で国内最大である。

## 人口動態
以下は2000年国勢調査による人口統計データである。
| 基礎データ - 人口: 824,008人 - 世帯数: 319,040 世帯 - 家族数: 210,566 家族 - 人口密度: 525人/km2（1,361人/mi2） - 住居数: 340,732 軒 - 住居密度: 217軒/km2（563軒/mi2） 人種別人口構成（2008年時点） - 白人: 79.40% - アフリカン・アメリカン: 11.32% - ネイティブ・アメリカン: 0.25% - アジア人: 2.33% - 太平洋諸島系: 0.04% - その他の人種: 4.51% - 混血: 2.16% - ヒスパニック・ラテン系: 10.09% 先祖による構成 - イタリア系：24.5% - アイルランド系：12.3% - ポーランド系：6.0% - イギリス系：5.7% - ドイツ系：5.6% 言語による構成 - スペイン語：8.73% - イタリア語：2.05% 年齢別人口構成 - 18歳未満: 24.5% - 18-24歳: 8.7% - 25-44歳: 30.0% - 45-64歳: 22.4% - 65歳以上: 14.5% - 年齢の中央値: 37歳 - 性比（女性100人あたり男性の人口） - 総人口: 92.5 - 18歳以上: 88.7 | 世帯と家族（対世帯数） - 18歳未満の子供がいる: 31.2% - 結婚・同居している夫婦: 48.6% - 未婚・離婚・死別女性が世帯主: 13.6% - 非家族世帯: 34.0% - 単身世帯: 28.2% - 65歳以上の老人1人暮らし: 11.0% - 平均構成人数 - 世帯: 2.50人 - 家族: 3.08人 収入と家計 - 収入の中央値 - 世帯: 48,834米ドル - 家族: 60,549米ドル - 性別 - 男性: 43,643米ドル - 女性: 32,001米ドル - 人口1人あたり収入: 24,439米ドル - 貧困線以下 - 対人口: 9.5% - 対家族数: 7.0% - 18歳未満: 13.0% - 65歳以上: 7.7% |

## 都市と町
村は町の中に挙げているが、町とは別の法人化された存在ではない。
| - ニューヘイブン市 - アミティ - シーダーヒル - シティポイント - ダウンタウン - イーストロック - フェアヘイブン - フェアヘイブンハイツ - ロングワーフ - ミルリバー - クィニピアックメドウズ - ウェストビル - ウースタースクエア - アンソニア市 - ダービー市 - メリデン市 - ウォーターバリー市 - ウェストヘイブン市 - ミルフォード市 - デボン村 - ウォリングフォード町 - イェールズビル村 - ビーコンフォールズ町 - ベサニー町 - ブランフォード町 - チェシャー町 - イーストヘイブン町 - ギルフォード町 | - ハムデン町 - オーガービル - センタービルシティ - ダンバーヒル - ハムデンプレーンズ - ハイウッド - ミックス地区 - マウントカーメル - スプリンググレン - ステイトストリートコネチカット - ウェストウッズ - ウィットニービル - マディソン町 - ミドルベリー町 - ウッドモント・ボロ - ノーガタック・ボロ - ノースブランフォード町 - ノースブランフォード村 - ノースヘイブン町 - オレンジ町 - オックスフォード町 - プロスペクト町 - シーモア町 - サウスベリー町 - ウォルコット町 - ウッドブリッジ町 |

## 教育
ニューヘイブン郡は先進教育の中心として機能している。ニューヘイブン市を中心に著名な高等教育機関がある。
- アルバータス・マグナス・カレッジ
- ゲイトウェイ・コミュニティカレッジ
- ノーガタックバレー・コミュニティカレッジ
- ペイア芸術カレッジ
- ポスト大学
- クィニピアック大学
- 南コネチカット州立大学
- ニューヘイブン大学
- イェール大学

## 郡内の組織
- ニューヘイブン郡弁護士協会[13]
- ニューヘイブン郡カッターズ